# Massacro di Kiryat Shmona
Il massacro di Kiryat Shmona fu un attacco terroristico da parte di tre membri del Fronte Popolare per la Liberazione della Palestina - Comando Generale sui civili di Kiryat Shmona, in Israele, l'11 aprile 1974, che provocò 18 morti (di cui 8 bambini) e 16 feriti.

## L'attacco
L'11 aprile 1974, tre membri del Fronte Popolare per la Liberazione della Palestina - Comando Generale attraversarono il confine tra Israele e Libano. Inizialmente, entrarono in una scuola della città di Kiryat Shmona, che trovarono tuttavia vuota per via delle vacanze di Pasqua, così decisero di entrare in un altro edificio nelle vicinanze, uccidendo i residenti della zona, 16 civili, di cui 8 bambini, e 2 soldati.
Come reazione a questo e a numerosi altri attacchi terroristici palestinesi che avvennero nei mesi ed anni successivi, tra cui il massacro di Ma'alot e l'attacco all'hotel Savoy di Tel Aviv, Israele diede il via all'Operazione Litani.